# أخلاقيات الرعاية

أخلاقيات الرعاية أو الرعاية الأخلاقية؛ هي نظرية أخلاقية معيارية والتي تحمل مراكز الفعل الأخلاقي في العلاقات بين الأفراد والرعاية أوالتصدق كنوع من الفضيلة.
إن أخلاقيات الرعاية هي واحدة من سلسلة من النظريات المعيارية الداعمة للرعاية والتي طُورت بواسطة المدافعين عن المساواة الجنسية في النصف الثاني من القرن العشرين، في حين أن النظريات الأخلاقية العواقبية أو الوجودية تُشدد على المقاييس العامة والموضوعية، تُشدد أخلاقيات الرعاية على أهمية استجابة الفرد نفسه؛ فالتفاوت بيت العامة والفرد ينعكس في أسئلتهم المعنوية المختلفة: «ما هو الصواب؟» في مقابل «كيف تكون الاستجابة؟».
وقد انتقدت جليجان تطبيق المقاييس العامة ك "مقاييس ذات مشاكل أخلاقية بما أنها تنتج عمى أخلاقى أوشئ من عدم الاكتراث".
بعض معتقدات النظرية الأساسية:                                                    
1. يجب أن يتفهم الأشخاص وجود درجات متنوعة من الترابط والاعتماد على بعضنا البعض.
2. تأثر الأفراد بعواقب اختيارات شخص آخر أمر يستحق الأخذ في الاعتبار تناسباً مع مدى قوتهم وضعفهم.
3. تُحدد التفاصيل كيفية حماية وتعزيز مصالح  هؤلاء المنضمين.

## خلفية تاريخية

### كارول جليجان وبصوت مختلف
كانت مؤسسة علم أخلاقيات الرعاية هي كارول جليجان، عالمة نفس وعالمة أخلاقيات أمريكية. كانت جليجان طالبةً في تنمية عالم النفس لورانس  كوهلبرج، وقد طورت جليجان أخلاقيات الرعاية بطريقة متناقضة مع نظرية مشرفها وهي مراحل التطور الأخلاقى. نفذت جليجان نموذج كوهلبرج لقياس التقدم والذي  نتج عنه أن الفتية  أكثر نضج أخلاقى عن الفتيات، وهذا تم تنفيذه على رجال وسيدات أيضاً (على الرغم أن إذا تساوى مستوى التعليم فلا وجود لفرق بين الجنسين)، وناقشت جليجان أيضاً أن نموذج كوهلبرج لم يكن مقياس موضوعى للتنمية الأخلاقية، واعتبرت جليجان هذه وجهة نظر رجولية في الأخلاقية مُقامة على العدالة والواجبات المجردة  أو الفرائض. وقد أعلنت دانا وارد في ورقة بحثية والتي من الواضح أنها لم تُنشر رسمياً من أجل استعراض نقدى للنظراء أن هذا المقياس كمقياس علمى  نفسى وعقلى سليم.
قدمت «جليجان في صوت مختلف» منظورأن الرجال والنساء لديهم الميول لإظهار أخلاقياتهم من خلال مفاهيم مختلفة، وادعت في نظريتها أن النساء مالوا لتأكيد عاطفتهم وهوادتهم خلال مفاهيم الأخلاقيات التي كانت مميزة في مقياس كوهلبرج. هناك بحث تابع يقترح أن كون التناقض موجه ناحية نهج الرعاية أو العدالة يمكن أن يكون متمركز على الفروق الجنسية أو الفروق في مواقف الأجناس في واقع الحياة الحالية.